# Нижчий Ольчедаїв
Нижчий Ольчедаїв — село в Україні, у Вендичанській селищній громаді Могилів-Подільського району Вінницької області. Населення становить 420 осіб. До 2020 орган місцевого самоврядування — Кукавська сільська рада.

## Історія
Власницею села була, зокрема, наприкінці XVIII ст. польській шляхтянці Катажині Коссаковській з Потоцьких. Оскільки вона після поділів Речі Посполитої та анексії Правобережжя Російською імперією відмовилася присягати на вірність царю, її маєтності, у тому числі Нижчий Ольчедаїв конфіскували.
7 (20) листопада 1917 року, відповідно до Третього Універсалу Української Центральної Ради, увійшло до складу Української Народної Республіки.
12 червня 2020 року, відповідно до Розпорядження Кабінету Міністрів України від № 707-р «Про визначення адміністративних центрів та затвердження територій територіальних громад Вінницької області», увійшло до складу Вендичанської селищної громади.
19 липня 2020 року, в результаті адміністративно-територіальної реформи та ліквідації Могилів-Подільського району (1923 — 2020), село увійшло до складу новоутвореного Могилів-Подільського району.

## Пам'ятки
- Лядовські шари — геологічна пам'ятка природи місцевого значення.

## Відомі люди
- Долінський Віктор Григорович (8 квітня 1980, с. Нижчий Ольчедаїв — 5 травня 2014, м. Слов'янськ, Донецька область, Україна) — військовослужбовець Національної гвардії України, ягуарівець, прапорщик, загинув під час російсько-української війни.